# Belisario Betancur
Belisario Antonio Betancur Cuartas (ur. 4 lutego 1923 w Amadze w departamencie Antioquia, zm. 7 grudnia 2018 w Bogocie) – kolumbijski pisarz, dziennikarz, prawnik i polityk Partii Konserwatywnej, minister oświaty (1960-1963) i pracy (od 7 sierpnia 1962 do 23 kwietnia 1963), ambasador Kolumbii w Hiszpanii (od 16 grudnia 1975 do stycznia 1977), prezydent kraju od 7 sierpnia 1982 do 7 sierpnia 1986 (zdobył w wyborach powszechnych 47% głosów; na ten urząd kandydował także w 1978), członek Papieskiej Akademii Nauk Społecznych.

## Twórczość
- La penitencia del poder, El Navegante, Bogotá, 1991
- El Homo sapiens se extravió en América Latina, Tercer Mundo, Bogotá, 1990
- Desde otro punto de vista, Tercer Mundo, Bogotá, 1976
- El Cristo del desarrollo, Bogotá, 1968
- El rostro anhelante, Bogotá, 1977
- Desde el alma del abedul, Bogotá, 1980
- Colombia cara a cara, Bogotá, 1981
- Declaración de amor, Tercer Mundo, Bogotá, 1997
- La pasión de gobernar, Tercer Mundo, 1999